# Dorji Tshering
Dorji Tshering (n. 1979) es un político butanés perteneciente al partido Druk Nyamrup Tshogpa. Desde octubre de 2018 se desempeña como asambleísta nacional,  y desde noviembre de ese año, como Ministro de Obras y Asentamientos Humanos.

## Formación
Obtuvo una licenciatura en ingeniería civil del Instituto Indio de Ingeniería, Ciencia y Tecnología, Shibpur, India. A su vez, completó sus estudios con una maestría en ingeniería civil de la Universidad Edith Cowan, Australia.

## Carrera profesional
Previo a su ingreso a la política, se desempeñó, durante siete años, como ingeniero ejecutivo en el Ministerio de Obras y Asentamientos Humanos.

## Carrera política
Tshering resultó electo  asambleísta nacional en las elecciones de 2018 por la circunscripción electoral de Radhi-Sakteng. Obtuvo 3.550 votos y derrotó a Tashi Dorji, de Druk Phuensum Tshogpa.
El 3 de noviembre de 2018, Lotay Tshering lo nombró Ministro de Obras y Asentamientos Humanos. El 7 de noviembre prestó juramento como integrante del Lhengye Zhungtshog.